# Homeworld: Cataclysm
Homeworld: Cataclysm ist ein im September 2000 veröffentlichtes Echtzeit-Strategiespiel der Barking Dog Studios für Windows. Es ist eine Fortsetzung zur Handlung des Computerspiels Homeworld in Form eines allein lauffähigen Add-ons. Im Mittelpunkt der Handlung steht nicht mehr das gesamte Volk der Kushan, sondern der kleinere Clan der Kiith Somtaaw, der sein Glück vornehmlich im interstellaren Asteroiden-Bergbau sucht, nachdem die früher vorherrschenden religiösen Aspekte des Clans durch die Rückkehr nach Hiigara und die Zerstörung Kharaks in den Hintergrund getreten sind.

## Handlung
Fünfzehn Jahre nach der Ankunft auf Hiigara ist diese Welt immer noch bedroht durch die Überreste des im Bürgerkrieg zerborstenen Taiidan-Imperiums sowie durch Übergriffe turanischer Freibeuter, die in Homeworld unter anderem die Khar-Selim zerstörten, außerdem erwies sich der Aufbau und die Versorgung der Kolonien als äußerst schwierig. Zu Beginn des Spiels hilft der Kiith Somtaaw mit seinem mächtigen Bergbauschiff „Kuun Lan“ bei der Verteidigung Hiigaras gegen einen imperialen Angriff als Vorbereitung auf die weiteren Schlachten. In der Folgezeit stößt das Bergbauschiff auf seiner Reise auf einen uralten biomechanischen Virus, der von seinen Entdeckern, den Somtaaw, wieder aufgescheucht wird und sich in Form von Infektionsstrahlen und Lenkraketen auf andere Schiffe überträgt. Dabei wird die Besatzung wiederum selbst zu Teilen der Seuche und die größeren Schiffe können andere Schiffe selbständig assimilieren. „Die Bestie“, so der Deckname für das Virus, kann selbstständig denken und handeln und sammelt mit jedem infizierten Schiff neue Informationen und Technologien und entwickelt neue Strategien gegen die Kushan, Bentusi und die Taiidan-Republik, die einstigen Rebellen. Die Lebensform verbreitet sich explosiv durch die Galaxis, und ihre Niederwerfung erfordert die Anstrengungen aller hiigaranischen und verbündeten Flotten, zumal sich die Bestie mit den Überresten des Taiidan-Imperiums und den turanischen Freibeutern zusammengetan hat, nachdem deren klägliche Versuche, die Bestie unter die eigene Kontrolle zu bringen, fehlgeschlagen sind. Die Anforderungen an die Kriegführung wachsen immer mehr, und entsprechend stellt der Kiith Somtaaw auch immer stärkere Kampfschiffe in Dienst. Erst nach der Vernichtung des Bestien-Mutterschiffes mit einer antiken Waffe und der Zerstörung der NAGGAROK, des Ursprungs der Seuche, mit Hilfe der Bentusi, kann die tödliche Infektion eingedämmt und schließlich gänzlich ausgelöscht werden.

## Spielprinzip
Die Kampagne von Homeworld: Cataclysm besteht aus 17 Einzelspielermissionen. Wieder übernimmt der Spieler das Kommando über eine Flotte, diesmal die des Kiith Somtaaw, und erfährt ein Stückchen mehr über die Bentusi und die Galaxis an sich. Statt des Mutterschiffes ist nun die KUUN LAN, ein interstellares Bergbau-Basisschiff, Zentrum der Flotte. Sie ist etwa drei- bis viermal so groß wie ein herkömmliches Trägerschiff und wird im Verlauf des Spiels vom recht einfachen zivilen Bergbauschiff zu einem waffenstarrenden Kampf- und Basisschiff umfunktioniert, das mit Hilfe stetiger Forschung und Übernahme fremder Technologien eine improvisierte Flotte schlagkräftiger Schiffe aufbaut. Diese Schiffe neigen zu deutlich mehr Multifunktionsfähigkeit als die des Basisspiels Homeworld. Taiidan und Kushan verwenden überdies in ihren Kampfflotten die Schiffe des ersten Teils, der aber für das Spielen von Cataclysm nicht benötigt wird. Man kann „nur“ noch die Somtaaw zum Spielen verwenden, im Multiplayer darf man sich zwischen den Somtaaw und der Bestie entscheiden.

## Entwicklung
Das Spiel übernahm die Grafikengine des Hauptspiels und fügt einige neue Licht- und Explosionseffekten hinzu, hinzu kamen 18 neue Schiffstypen und 25 neuen Technologien. Daneben wurden Detailverbesserungen vorgenommen. Eine Zeitrafferfunktion beschleunigt Erkundungsflüge und Reparaturarbeiten, ein Wegpunktsystem ermöglicht die Festlegung von Patrouillenwegen und über Hyperraum-Sprungtore können größere Distanzen zurückgelegt werden. Die Entwicklungsarbeiten wurden am 30. August 2000 abgeschlossen.

## Rezeption
Homeworld: Cataclysm erhielt positive Kritiken (Metacritic: 89 von 100).

„Optik, Atmosphäre und Spieltiefe von Cataclysm sind, wie schon bei Homeworld, schlichtweg exzellent; nur ein Minuspunkt bleibt: Warum nur konnten sich die Entwickler nicht dazu durchringen, ihrem faszinierenden Weltraumepos ordentliche Zwischensequenzen zu spendieren?“

## Homeworld: Emergence
Das Spiel wurde 2017 bei GOG von Gearbox wiederveröffentlicht und ist dort erhältlich. Der Name Homeworld: Cataclysm musste in Homeworld: Emergence geändert werden, da Cataclysm nun ein eingetragenes Markenzeichen von Blizzard Entertainment ist. Bis auf die Namensänderung erhält man aber das Spiel wie man es aus dem Jahr 2000 kennt.